# 鈴木秀樹 (プロレスラー)
鈴木 秀樹（すずき ひでき、1980年2月28日 - ）は、日本の男性プロレスラー。全日本プロレス所属。北海道北広島市出身。血液型B型。

## 経歴
プロレスデビュー以前は、東京の郵便局に勤務しながら宮戸優光やビル・ロビンソンから格闘技の指導を受けていた。
U.W.F.スネークピットジャパンに入門し、2008年11月24日、IGF愛知県体育館大会における対金原弘光戦でプロレスデビュー。
2009年11月3日に行われた「GENOME 10」の藤井克久戦で初勝利。
2010年9月26日、バトラーツに初参戦。鈴木は矢野啓太と組み、メインイベントで石川雄規&スーパータイガー組と対戦するが、石川の腕ひしぎ逆十字固めで鈴木が屈した。
2014年3月、「年間100試合」を目標にIGFから離れ、フリーに転向した。3月30日にはZERO1奉納プロレスに来場し、4月からのZERO1参戦と佐藤耕平の持つ世界ヘビー級王座への挑戦を宣言した。しかし、5月6日の世界ヘビー級王座戦では佐藤に敗れ、鈴木の戴冠とはならなかった。
6月16日、全日本プロレスに初参戦し、鈴木はKENSOとタッグを組んで諏訪魔&佐藤光留と対戦。試合は鈴木の十八番ダブルアーム・スープレックスで佐藤から勝利し、同時に継続参戦を要求する。
8月3日、ZERO1後楽園ホール大会でタマ・ウィリアムスを破り第22代NWA UNヘビー級王座王者となる。デビュー5年目にして初のタイトルであった。
9月23日、新潟市体育館で行われたプロレスリング・ノアとZERO1の合同興行に参戦。鈴木はこれがノア初参戦となった。当大会で鈴木は佐藤耕平、横山佳和とタッグを組み、マイキー・ニコルス&シェイン・ヘイスト&クワイエット・ストームと対戦した。
2015年7月20日、花鳥風月の王子大会にてウルトラマンロビンと対戦。この試合はサムライTV主催、どインディー大賞2015ベストバウト部門4位に選ばれた。8月16日、大日本プロレスに初参戦。新人の宇藤純久と対戦し勝利する。9月からは宇藤と組んで大日本最侠タッグリーグ戦にゲストとして参戦した。
2016年は大日本プロレス、ZERO1、古巣のIGFを中心に参戦した。IGFでは藤田和之、ケンドー・カシン、将軍岡本とはぐれIGF軍団で活動。
2017年2月に開幕する「風流人2017タッグリーグ」でウルトラマンロビンとタッグチームを結成し出場。
3月5日、大日本プロレス後楽園ホール大会にて関本大介の保持するBJW認定世界ストロングヘビー級王座に挑むも、試合は30分フルタイムドローとなった。3月30日の後楽園ホール大会にて同一カードのリマッチが決定され、鈴木もこの試合で関本を下し、BJW認定世界ストロングヘビー級王座を初戴冠。
8月22日、大日本上野で大日本最侠タッグリーグ戦を将軍岡本とのタッグで出場することを表明。岡本とのタッグを組んだ理由について鈴木は「僕はわりとダメな人が好きなので、相撲界でもダメだった男、プロレス界でもダメだった将軍岡本を助けたい!」と話している。なお、ストロング王座の次期防衛戦に関して鈴木は、「無理にやる必要がない」と慎重な姿勢を見せた。
2017年は大日本プロレス、ZERO1、DDT、花鳥風月を中心に参戦した。また「アイスリボンhomme」(アイスリボン男子部改め)・「氷結相撲事業部」を自称している。
2021年4月24日（日本時間）、鈴木のWWE入団と養成機関「パフォーマンスセンター」のコーチ就任が発表された。
2021年6月24日（日本時間）、NXTにて配信されたKUSHIDA対カイル・オライリーの試合終了後、鈴木はアダム・コール＆ロデリック・ストロングと共に乱入しKUSHIDAを襲撃した。KOした後、3人のユニット『ダイヤモンド・マイン』結成をアピール。鈴木もコーチとしてだけでなく、『ハチマン』のリングネームで選手としても本格的に参戦が決定する。
2022年1月6日（日本時間）、WWEの人員削減により複数人のコーチ、プロデューサー、レフェリーらが解雇され、その解雇された中に鈴木も入っているという情報が複数の米専門メディアが報じられた。鈴木は、この件に関してコメントを出していないが、WWEはこの件に関して肯定する声明を出している。
2022年3月13日、鈴木はノアの横浜武道館大会で杉浦貴と組んでGHCタッグ王座決定トーナメントで優勝し、GHCタッグ王座を獲得。
2024年2月に斉藤ブラザーズの王座返上による世界タッグ王座挑戦。諏訪魔とのパートナーで臨んだ岡山での進出決定戦で本田竜輝&安齊勇馬を破り、京都での王座決定戦で宮原健斗＆青柳優馬組を破り獲得。
2025年1月2日付で全日本プロレスに入団。

## 得意技

### フィニッシュ・ホールド
ダブルアームスープレックス
ワンハンドバックブリーカー

### 打撃技
エルボー
張り手
逆水平チョップ

### 投げ技
ジャーマンスープレックス
フロントスープレックス
ドラゴンスープレックス

### 関節技
コブラツイスト
卍固め

### フォール技
ヨーロピアンクラッチ

## タイトル歴
IGF
- INOKI GENOMEトーナメント 優勝（2013年）

プロレスリングZERO1
- 世界ヘビー級王座（第19代）
- NWA UNヘビー級王座（第21代）
- NWAインターコンチネンタルタッグ王座（第36代 w/ 佐藤耕平）

WRESTLE-1
- WRESTLE-1チャンピオンシップ（第4代）

大日本プロレス
- BJW認定世界ストロングヘビー級王座（第10代、第12代）
- 横浜ショッピングストリート6人タッグ王座（第9代 w/ 宇藤純久&野村卓矢、第28代・第31代 w/ アブドーラ・小林&宇藤純久）
- 一騎当千 優勝（2018年）

プロレスリングBASARA
- 新宿地上最大武道会トーナメント 優勝（2017年）

年越しプロレス
- 年忘れ!シャッフル・タッグトーナメント 優勝（2017年 w/ 竹下幸之介）

アイスリボン
- トライアングルリボン王座（第26代）

全日本プロレス
- 世界タッグ王座（第98代 w/ 諏訪魔、第101代 w/ 真霜拳號）

プロレスリング・ノア
- GHCタッグ王座（第58代 w/ 杉浦貴、第61代 w/ ティモシー・サッチャー）

天龍プロジェクト
- ユナイテッド・ナショナル・タッグ王座（第3代 w/ 佐藤光留）

プロレス大賞
- 技能賞（2017年）

## 入場曲
- 初代 : ソウル・ドラゴンのテーマ（カール・ダグラス）
- 2代目 : Rock Is Dead（マリリン・マンソン）
- 3代目 : Welcome To The Jungle（ガンズ・アンド・ローゼズ）

## エピソード
- 生まれながらにして右目がほとんど見えない。小学生の頃、野球チームに所属していたがボールがうまく見えないため、数ヶ月で断念した[1]。また鈴木の師であるロビンソンも、鈴木と同じ若くして視覚障害になっている[12]。
- エクレアが好物で、過去にZERO1でデーモン軍に負けた際にダウンした鈴木に対し、デーモン植田がエクレアを口の中に無理やり詰めたことがある。このことを週刊プロレスではエクレア葬と書かれた。ミャンマー初のプロレス大会に参戦した際も、大量のエクレアをもらっている。
- IGF時代お世話になっていたケンドー・カシンをやたらと意識している。週プロの選手名鑑では好きな有名人を青森の男、趣味特技をカシンと挙げている。なお、カシンは青森出身であるが、青森の男がカシンであるかは不明である。
- アイスリボンに参戦以降アイスリボンhomme、氷結相撲事業部所属を自称しており、アイスリボンの選手（主に2008年同期）とTwitterなどで定期的に交遊している。

## 著書
- 『ビル・ロビンソン伝 キャッチ アズ キャッチ キャン入門』日貿出版社（2017）

## CM出演
- アイデアポーター「忍者WARS」（シアタープロレス花鳥風月 忍者WARSトークイベント編）[13]